# Charles Janet
Charles Janet (Parigi, 15 giugno 1849 – 7 febbraio 1932) è stato un chimico francese.
Non aveva alcuna laurea in chimica e fece altrettanti lavori di spessore in biologia animale e vegetale ed evolutiva come in paleontologia quindi se lo definite chimico (che non era) va definito anche biologo e paleontologo! Tra i primi a usare il termine blocco della tavola periodica, redasse nel 1929 una versione alternativa della tavola periodica, utilizzando un metodo più da fisico che da chimico, utilizzando la teoria quantistica appena scoperta per disporre gli elementi secondo un ordine delle configurazioni elettroniche. La tavola venne chiamata left step ed è utilizzata soprattutto in fisica. Inoltre Janet lasciò delle caselle libere per inserire ulteriori elementi fino al 120º, nonostante nella sua epoca fossero stati scoperti solo 92 elementi.

## Biografia
Janet si è laureato all'École des Mines e ha lavorato per alcuni anni nel settore delle munizioni. Sposò poi la figlia del proprietario di un'azienda manifatturiera e lavorò per essa per il resto della vita, trovando il tempo per la ricerca in vari rami della scienza. La sua collezione di 40.000 fossili e altri esemplari fu purtroppo dispersa dopo la sua morte. I suoi studi sulla morfologia della testa di formiche, vespe e api, e le sue micrografie erano di notevole qualità. Lavorò anche sulla biologia vegetale e infine scrisse una serie di articoli sull'evoluzione.
Fu un inventore prolifico e progettò gran parte delle sue attrezzature, tra cui il formicarium, in cui una colonia di formiche è resa visibile dalla formazione tra due lastre di vetro. Nel 1927 rivolse la sua attenzione alla tavola periodica e scrisse una serie di sei articoli in francese, che furono stampati privatamente e mai ampiamente diffusi. Il suo unico articolo in inglese era mal tradotto e dava un'idea confusa del suo pensiero.